# Шамалок
Шамалок (фр. Chamaloc) насеље је и општина у источној Француској у региону Рона-Алпи, у департману Дром која припада префектури Ди.
По подацима из 2011. године у општини је живело 123 становника, а густина насељености је износила 5,62 становника/km². Општина се простире на површини од 21,89 km². Налази се на средњој надморској висини од 548 метара (максималној 1654 m, а минималној 471 m).

## Демографија
| 1962. | 1968. | 1975. | 1982. | 1990. | 1999. | 2011. |
| ----- | ----- | ----- | ----- | ----- | ----- | ----- |
| 61    | 75    | 52    | 85    | 93    | 101   | 123   |

График промене броја становника у току последњих година